# Tart-le-Bas
Tart-le-Bas is een gemeente in het Franse departement Côte-d'Or in de regio Bourgogne-Franche-Comté en telt 195 inwoners (1999). De plaats maakt deel uit van het arrondissement Dijon.

## Geografie
De oppervlakte van Tart-le-Bas bedraagt 4,7 km², de bevolkingsdichtheid is 41,5 inwoners per km².
De onderstaande kaart toont de ligging van Tart-le-Bas met de belangrijkste infrastructuur en aangrenzende gemeenten.

## Demografie
Onderstaande figuur toont het verloop van het inwonertal (bron: INSEE-tellingen).